# Кашка-Дарьинский округ
Кашка-Дарьинский округ — административно-территориальная единица Узбекской ССР, существовавшая в 1926—1930 и 1935—1938 годах.

## Округ в 1926—1930 годах
Кашка-Дарьинский округ был образован в 1926 году. Центром округа был назначен город Бек-Буди.
По данным на 1929 год округ был разделён на 8 районов: Бешкент, Гузар, Кассан, Китаб, Тенги-Харам, Чиракчи, Шахрисябз и Яккабаг.
30 июля 1930 Кашка-Дарьинский округ, как и большинство остальных округов СССР, был упразднён. Его районы отошли в прямое подчинение Узбекской ССР.
Население округа в 1926 году составляло 343,4 тыс. человек. Из них узбеки — 87,5 %; таджики — 6,4 %; арабы — 2,3 %; русские — 1,4 %; туркмены — 1,2 %.

## Округ в 1935—1938 годах
Повторно Кашка-Дарьинский округ, с центром в Бек-Буди, был образован в 1935 году для удобства управления отдалёнными районами Узбекской ССР. Он включал 9 районов: Бек-Буди, Гузар, Дехкан-Абад, Касби, Кассан, Китаб, Чиракчи, Шахрисябз и Яккабаг. В 1938, после введения областного деления в республике, вошёл в состав Бухарской области, и вскоре был упразднён.